# Tonstad
Tonstad är en kyrkby som utgör centralort och enda tätort i Sirdals kommun i Agder fylke i södra Norge. Orten ligger där fylkesväg 42 möter fylkesväg 468, vid norra änden av sjön Sirdalsvatnet. Här finns Tonstads kyrka.
Orten utgjorde tidigare centralort i dåvarande Tonstads kommun.

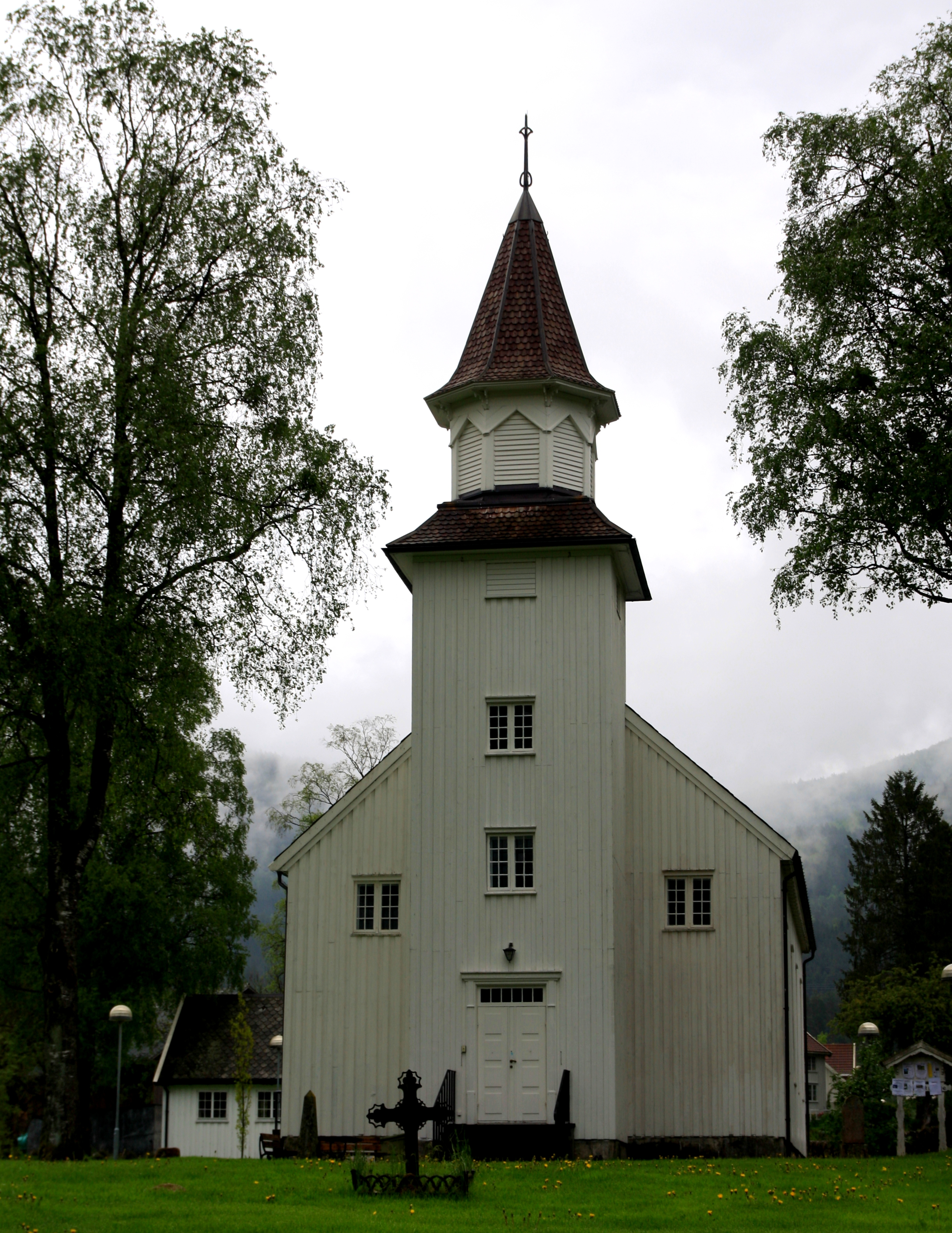
Tonstads kyrka.